# Paralligator
Paralligator (лат.) — вымерший род крокодиломорф из клады Neosuchia, обитавших в позднем меловом периоде (сеноманский-маастрихтский века, 96-70 миллионов лет назад) на территории Монголии. Окаменелости животного найдены в формациях Баян-Ширех и Нэмэгэт. Типовой вид Paralligator gradilifrons достигал 4 м в длину.

## Таксономия
В состав рода включают два вида:

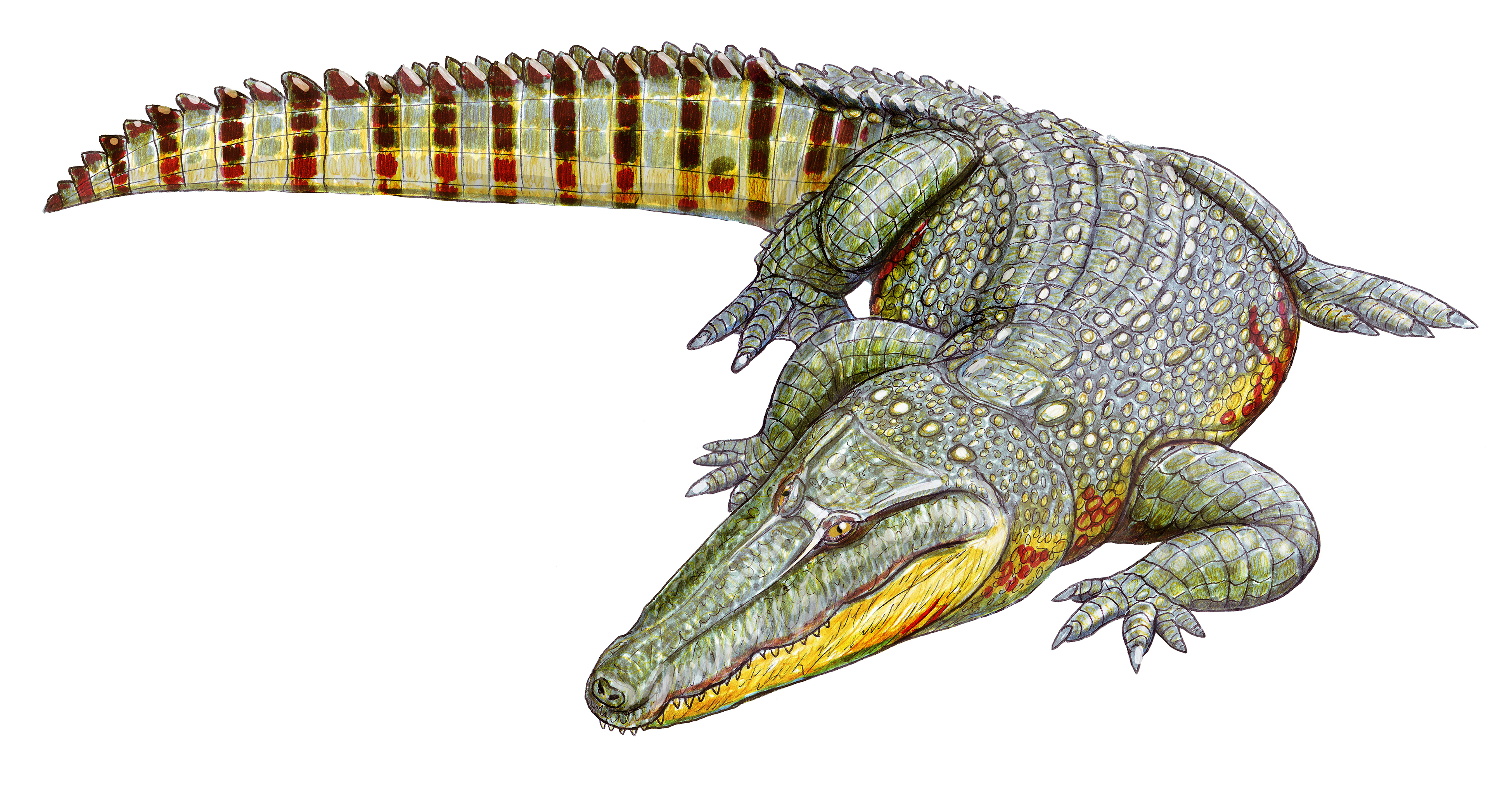
Реконструкция P. gradilifrons

- Paralligator gradilifrons Konzhukova, 1954
- Paralligator major Efimov, 1981

«Paralligator» sungaricus из раннемеловых отложений формации Нендзян, провинция Гирин, Китай, известен по посткраниальным остаткам, состоящим из нескольких пресакральных позвонков, дорсальных остеодерм, частичной левой бедренной кости и проксимальной части левой большеберцовой и малоберцовой костей. Однако типовой материал слишком фрагментарный, чтобы поддаваться чёткой диагностике, и поэтому у данного вида статус nomen dubium. Тёрнер (2015) также определил P. ancestralis как младший субъективный синоним вида P. gradilifrons.